# Hans Brand (Berghauptmann)
Hans Brand (* 9. Mai 1888 in Dortmund; † im 20. Jahrhundert) war ein deutscher Berghauptmann und Leiter des Oberbergamtes Bonn.

## Leben
Hans Brand absolvierte nach dem Abitur am städtischen Gymnasium Dortmund ein Studium der Rechtswissenschaften,  legte  1910 seine erste Staatsprüfung (Referendar) und 1918 die zweite Staatsprüfung (Assessor) ab und erhielt eine Anstellung bei der Reichsgetreidestelle, die er bis 1920 innehatte, als er zum Oberbergamt Halle wechselte. 1922 zunächst als Hilfsarbeiter bei der Bergwerksdirektion Recklinghausen eingestellt, wurde er zum Bergrat befördert.
Bevor er von 1933 bis 1937 als Oberbergrat Abteilungsleiter für Rechtsfragen beim Oberbergamt Halle eingesetzt wurde, war er als Bergrat beim Oberbergamt Dortmund und beim Oberbergamt Bonn tätig. Außerdem wurde er zum 1. November 1933 zum Reichskommissar für die  Hallesche, Brandenburger, Mansfelder und Halberstädter Knappschaft bestellt.
1937 kam er zum Oberbergamt Bonn zurück und führte diese Dienststelle bis zur Auflösung im Juli 1945.
Brand wurde seines Amtes – ohne Zahlung von Dienstbezügen bis 1947 – enthoben.
Er wurde zum 1. Mai 1933 Mitglied der NSDAP, 1934 Mitglied des NS-Rechtswahrerbundes und 1936 der Nationalsozialistischen Volkswohlfahrt.
Im Entnazifizierungsverfahren wurde er am 9. November 1948 in die Kategorie IV − Mitläufer eingestuft. Mehrere Versuche zur Einstufung in die Kategorie V – unbelastet blieben ohne Erfolg.